# 조르주루이 르클레르 드 뷔퐁 백작
뷔퐁 백작 조르주루이 르클레르(Georges-Louis Leclerc, Comte de Buffon [ʒɔʁʒ lwi ləklɛʁ kɔ̃t də byfɔ̃][*], 1707년 9월 7일 ~ 1788년 4월 16일)은 프랑스의 수학자·박물학자·철학자·진화론의 선구자이다. 어린시절에는 아버지의 강요로 법학을 공부했지만, 후에 식물학,수학,천문학 등도 배우게 된다. 그는 꾸준히 연구를 하며, 수학 및 과학논문을 발표했다. 수학 분야에서는 Franc-Carreau게임이나 뷔퐁의 바늘 문제 같은 것등을 해결하였다. 뿐만 아니라 성과를 인정받아 왕립아카데미에서 일반회원이 되어 활동하게 된다. 그 후 그의 연구방향은 동식물과 지구의 진화등으로 바뀐다. 그는 파리 왕립식물원의 원장이 되어 그 자리를 지켰을 뿐만 아니라, 1749년부터 1804년에 걸쳐 모두 44권에 달하는 방대한 양의 <박물지(Histoire Naturelle)>를 썼다. 18세기 후반 과학에 대한 폭넓은 관심을 일으키는 데 중요한 역할을 했고, 후대 연구자들에게 풍부한 자료를 제공해 주었다. 그가 연구한 내용은 신학을 과학연구 밖으로 배척시키게 했다. 후에 다윈이 진화론을 주장할 때 사용한 기본적인 아이디어를 제공하였다.

## 그의 생애

### 연표
| 1707년           | 뷔퐁은 1707년 부르고뉴의 몽바르 마을에서 벤자민 프랑수아 르클레르와 앤 크리스틴 멀린의 장남으로 태어났다. 사보이 공작의 세금 징수관이였던 그의 어머니의 삼촌인 대부 조지 블레이소트가 그의 어머니에게 돈을 물려주었다.                                        |
| 1714년           | 조르주루이의 삼촌 블레이소트가 죽었다. |
| 1717년           | 그가 물려준 돈으로 조르주루이의 아버지는 몽바르 북쪽에 위치한 수킬로미터 남짓의 마을을 샀다. 벤자민 프랑수아는 부르고뉴 의회에 의원이 되었다. 그의 가족은 몽바르를 떠나 디종으로 갔다.                                                                        |
| 1717-1723년      | 조르주루이는 디종의 예수회 대학에서 동급생 찰스 드 브로스와 함께 공부했다. 그 당시에 그는 뉴턴의 이항정리를 재발견했다. |
| 1723년           | 조르주루이는 법학 공부를 그만두고 디종을 떠났다. 그는 파리에서 디종 의회 의원의 아들 리차드 러피를 만났다. 그는 지적인 디종의 중요한 인물인 의회장 Bouhier의 모임에 자주 참석했다.                                                                            |
| 1726년           | 뷔퐁은 법률 학위를 취득했지만 법률과 사법부를 포기하기로 결정했다. |
| 1727년           | 제네바의 수학 교수 가브리엘 크레이머에게 처음 편지를 보냈다 |
| 1728년           | 뷔퐁은 디종을 떠나 양제 대학교로 가서 수학과 식물학을 공부했지만, 열정적인 식물학자 베르셀로트 패티와 결투를 하고 어쩔 수 없이 강제적으로 그곳을 떠나야 했다. 디종으로 돌아간 뷔퐁은 젊은 영국 귀족, 킹스톤 공작(뷔퐁보다 4살 어림)을 만나고 친분을 나누었다. |
| 1729년           | 벤자민 프랑수아는 뷔퐁 마을을 팔았다. 그 때 뷔퐁은 자신을 르클레르 드 뷔퐁이라 서명했다. |
| 1730년 6월       | 리차드 러피는 부르고뉴의 국회로 들어갔다. |
| 1730년 12월      | 뷔퐁은 킹스톤과 그의 가정 교사, 내이선 힉맨이라는 의사와 함께 디종을 떠났다. 그들은 낭트에서 여행을 시작해 1731년 1월에는 라로셸,로슈포르, 보르도를 여행했고, 그 후에 1731년 4월 몽토방, 툴루즈, 카르카손, 나르본, 베지와 몽펠리에를 여행했다.                |
| 1731년 3월       | 그들은 리옹에 도착했다. 뷔퐁은 그의 동료들과 헤어저 디종으로 돌아갔다. |
| 1731년 8월       | 뷔퐁의 엄마가 죽었다. |
| 1731년 10월      | 뷔퐁은 가브리엘 크레이머와 제네바에 도착했다. |
| 1731년 말        | 힉맨과 킹스턴은 이탈리아 여러 마을을 돌아다녔다.(토리노, 밀라노, 제노바, 피사, 피렌체, 로마) |
| 1732년 3월       | 킹스톤과 힉맨은 파도바 대학에서 들어갔다. 뷔퐁은 디종으로 돌아갔다. |
| 1732년 7월       | 뷔퐁은 그의 과학적 경력을 계속하기 위해 파리로 옮겼다. 그는 교외 Saint-Germain의 Gilles-프랑수아 Boulduc(왕의 약제사, 1716년 이후 과학 아카데미 회원이자 왕의 화학 교수)의 집에 머물렀다. 그는 파리 오페라와 카페의 즐거움에 빠져들었다.                      |
| 1732년 8월-10월  | 홀아비가 된 뷔퐁의 아버지 벤자민 프랑수아 르클레르는 22세의 젊은 여자, 앙투아 네트 나달트와 재혼 계획을 세웠다. 뷔퐁은 몽바르에 재산을 물려받기 위해 그 결혼을 반대했다.                                                                                      |
| 1732년 12월      | 벤자민 프랑수아 르클레르는 앙투아네트 나달트와 재혼했다. 뷔퐁은 결혼식에 참석한 후 고소하겠다고 협박하지 않았다. 그는 그의 어머니로부터 받을 정당한 재산에 대한 권리를 그의 아버지에게 주장했다.                                                              |
| 1733년 1월       | 의회장 Bouhier는 뷔퐁을 위해 편지를 써 파리의 과학 아카데미에 들어갈 수 있도록 했다. |
| 1733년 봄        | 뷔퐁은 토지와 삼촌 블레이소트의 유산을 얻는 데 성공했다. |
| 1733년 4월       | 뷔퐁은 아카데미에 franc-carreau라는 놀이에 관한 문제에 대한 해를 제시했다. 보고 책임자에는 클레로와 모페르튀이가 있었다. |
| 1733년 5월       | 뷔퐁은 아카데미에 들어가기 전에 나무의 인장강도에 관한 실험을 함. |
| 1733년 가을      | 뷔퐁은 파리로 돌아옴. |
| 1733년           | 뷔퐁은 샹티이 성을 위해 광물 수집을 하고 싶다는 귀족의 요청을 수락함. |
| 1733년 11월 25일 | 뷔퐁은 아카데미에 "도형의 작성"이라는 것을 제출함 |
| 1733년 12월 12일 | 천문에서 준회원을 뽑는데, 아카데미에서 뷔퐁과 마랄디를 제안했다. |
| 1734년           | 조르주루이 르클레르는 이 때부부터 뷔퐁이라 불렸다. |
| 1734년 1월 9일   | 모르파의 권유로 뷔퐁이 보조 준회원으로 뽑힘. |
| 1734년           | 뷔퐁은 몽바르에 묘목지를 만듬(성 유적과 정원의 일부를 다 밀어 합침) |
| 1735년           | 디종의 부르고뉴에서 삼년마다 회의를 하는 곳에서 뷔퐁이 눈에 띄었다. |
| 1735년           | 1727년에 출간된 스티븐 헤일즈의 책,'Vegetable Staticks',을 프랑스어로 번역함. |
| 1735년 봄        | |
| 1736년           | 귀족(왕자)의 지원으로 마을에 보육료 지원함. 1200파운드의 연봉과 이사로 임명되는 큰 혜택을 받음. 뷔퐁은 콘데 왕자의 아들 탄생을 축하하기 위해 몽바르에서 큰 파티를 열음.                                                                                       |
| 1736년           | 뇌사텔에서 par l'intermédiaire de Bouhier을 가지고 세대를 넘어 루이스 보르제와 논쟁을 하는데 참여함. |
| 1737~44년        | 식물과 식물의 저항에 대해 연구한 내용을 요약함. |
| 1739년 3월 18일  | 과학 아카데미에서 기계학과를 떠나 식물학과로 옮겼음. |
| 1740년           | 디종이 설립한 아카데미의 회원이 됨. |
| 1741년           | 마르틴 폭스에게 용종의 발견을 알림. |
| 1743년           | 사시의 원인에 관한 에세이를 씀. |
| 1744년           | 보니어 모슨의 해부학에 쓰인 표본들을 수집함. |
| 1745년 9월 20일  | 생성된 행성들은 언젠가 사라진다는 주장을 펼침. |
| 1747년 11월 15일 | 달의 운동과 인력의 법칙에 의해 주어진 계산의 차이점을 논하는 'Du système dumonde dans les principes de la gravitation universelle'이라는 책을 출판함. |
| 1748년 5월       | 박물지 1권의 반이 인쇄됨. |
| 1748년 5월 18일  | 아카데미에 그가 한 연구결과들을 바침. 이 작품은 12월 14일에 아카데미에서 전시함. |
| 1748년 10월      | 저널에서 자연에 대한 설명을 포함한 "considéré comme animal avec ses mœurs selon les races et les climats" 15권을 공개발표함 |
| 1749년 8월       | 박물지 세권의 인쇄가 끝남. |
| 1750년           | 독일어로 번역된 박물지가 함부르크와 라이프치히에 나옴. |
| 1752년           | 놀레와 프랭클린 사이의 논쟁을 해결하기 위해 피뢰침을 설치해 전기 번개에 대한 실험을 함. |
| 1752년 2월       | "Nouvelle invention des miroirs ardents"를 지음 |
| 1752년 9월 22일  | 마리 프랑수아즈 드 Saint-Belin-Malain 와 결혼함 |
| 1753년 8월 27일  | 프랑세즈아카데미에 자연사 4권 출판 |
| 1759년 가을      | 뷔퐁의 아내는 심하게 앓음. 그의 딸 마리는 10월 14일 사망 |
| 1760년           | 뷔퐁은 프랑세즈아카데미의 회장을 맡았다. |
| 1761년 1월 21일  | 프랑세즈아카데미에서 취임 연설 |
| 1764년           | 마키스 드 퐁파두르는 뷔퐁에게 원숭이와 앵무새를 보냄 |
| 1764년 5월 22일  | 뷔퐁의 아들 뷔퐁넷의 탄생, 그는 세례를 받음. |
| 1767년           | 뷔퐁은 그의 마을에서 제련소를 차림. |
| 1769년 3월 9일   | 37세의 뷔퐁의 아내가 죽음. |
| 1770년 봄        | 제련소를 끝냄. |
| 1771년 5월 28일  | 뷔퐁은 몽바르로 돌아감. 89 세 아버지와 화해. 그의 아버지는 그를 유일한 후계자를 설정합니다. |
| 1772년 7월       | 뷔퐁은 "portant érection de la terre de Buffon en comte"을 출판 |
| 1773년           | 뷔퐁의 대리석 흉상이 만들어짐. 3m 높이 완전한 동상은 1776년에 완성되고 식물원 뒤에 배치됨. |

### 유년 및 청년기
1707년 9월 7일, 조르주루이는 부르고뉴의 디종의 북서쪽에 있는 작은 마을 몽바르에서 지주 집안의 맏아들로 태어났다. 아버지 벤자민 프랑수아 르클레르는 지방정부에서 소금세를 걷는 하위직 공무원었고, 그의 어머니는 기품과 학식을 갖췄던 앤 크리스틴 멀린이었다. 조르주루이 라는 이름은 그의 어머니의 삼촌 조르주루이 블레이소트에게서 따온 이름이다. 1714년 조르주루이 블레이소트가 죽으면서 조르주루이의 어머니께 재산을 물려주었다. 벤자민은 몽바르와 디종에 위치한 몽바르 근교에 있는 뷔퐁 마을 전체를 구입하고, 디종의 참사원 의원이 되었다. 학창 시절에 수학과 물리학, 박물학에 관심을 가졌던 뷔퐁은, 그러나 아버지의 강요로 법학공부를 했다. 뷔퐁은 예수회대학에서 1723년부터 1726년까지 법학을 공부해 1726년 법학 자격증을 땄지만, 그는 여전히 수학에 더 관심이 많았다. 그 후 뷔퐁은 법학을 그만두고 1728년에 디종을 떠나 양제대학교에서 수학을 공부했다. 양제의 자유스러운 분위기에 심취한 그는 당대의 수학자들과 편지를 주고 받기도 하였다. 이 때, 양제에서 머물면서 그는 뉴턴이 지은 책들을 읽고 식물 채집도 하고, 의학 강의도 들었다. 그는 어떤 공식적인 자격증도 받지 않았다. 뷔퐁은 수학에서 두각을 나타냈을 뿐 아니라 사교계에서도 평판이 좋았다. 하지만, 양제에 온지 얼마 되지 않아 다른 사람과 격투를 벌이게 되었고, 상대방을 살해했다는 소문 때문에 고향 디종으로 몸을 피했다. 그 뒤 1730년 그는 영국에서온 제 2대 킹스턴 공작과 그의 가정 교사인 네이선 힉맨과 친분을 나누었다. 그는 그들과 함께 대여행을 떠났다. 하인들과 여러대의 4륜 대형마차로 이루어진 수행원으로 이루어진 수행원을 거느리고, 몇달 동안 프랑스 남부지방과 이탈리아를 여행했다. 여행 도중에 조르주루이는 그의 이름을 조르주루이 르클레르 드 뷔퐁으로 서명하기 시작했다. 1731년 여름, 조르주루이의 어머니가 죽었다. 1732년 3월 킹스톤 공작과 내이선 힉맨은 파도바대학에 등록하였다. 그리고 뷔퐁은 디종으로 다시 돌아왔다. 그리고 1732년 7월 뷔퐁은 파리로 옮겨 과학적인 경력을 계속 쌓았다. 1732년 어머니가 돌아가시고 재혼을 하려는 아버지와 투쟁 끝에 유산을 상속받고 뷔퐁 마을도 얻었다. 그는 수입이 1년에 8만 리브르에 달했고, 재산을 잘 관리했다. 뿐만 아니라, 부르군디의 도로에 가로수로 쓸 나무를 위한 묘목밭 개발과 철 주물공장 등을 꾸려나갔다.

#### 뷔퐁의 산업

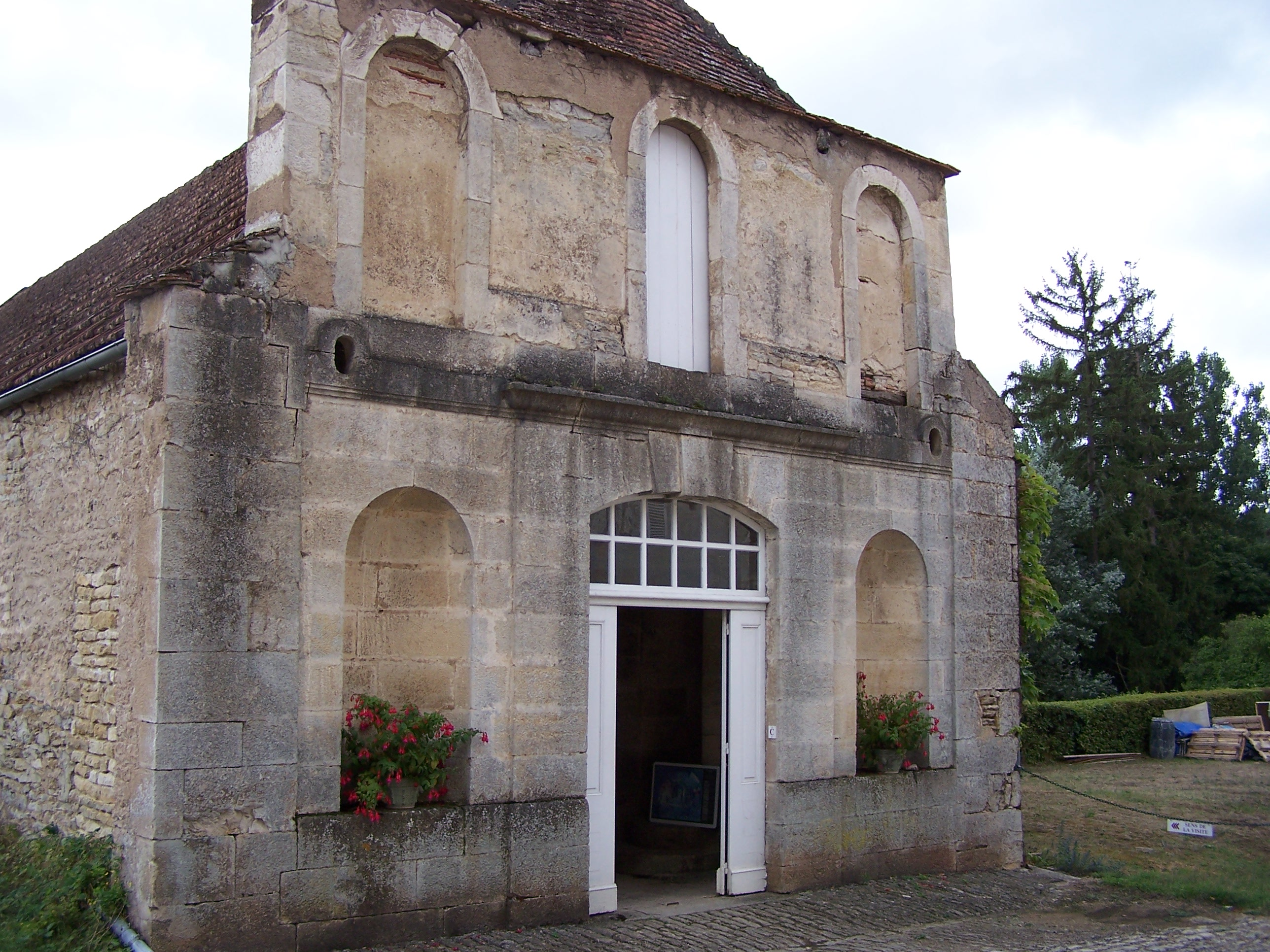
뷔퐁의 제철소

뷔퐁은 그의 과학적 활동 뿐만 아니라, 부르고뉴 운하의 가장자리에서부터 몽바르까지 몇 킬로미터를 따라 오늘날까지도 남아 있는 제철소를 지었던 것으로도 알려져 있다.
그는 자신의 땅의 여러 가지 조건을 고려하고, 대장장이의 조언을 들어가며, 1768년부터 1772년 사이에 그의 땅에 제철소를 건설했다. 이는 최초의 통합 공장으로 볼 수 있는데, 각각의 건물과 시스템은 제조 단계를 최적화하기 위해 만들어졌으며, 근로자들이 살 수 있도록 정원과 빵집, 예배당등 을 가지고 있었다. 특히, 주조할 때 가장 중요한 용광로는 계단을 통해 가야 볼 수 있었는데, 가끔씩 허락 받은 손님들이 와서 용융 주조에 감탄하기도 했다.
그의 대장간은 철제품 및 계단의 난간 등을 생산했다. 또한 그 자신을 위한 연구 실험실로도 쓰였는데, 특히 냉각 현상을 연구하면서 지구의 생성에 관한 과학적 작업에도 영향을 주었다. 그는 개인 연구에 좀더 많은 시간을 투자하기 위해 1777년에 Chesneau de Lauberdières의 관리를 다른 사람에게 맡겼는데, 이 사람이 1785년에 주변의 숲을 망치고 돈을 가지고 도망쳐 결국 1791년에 이 대장간을 판매하게 된다.

### 직업
1732년 뷔퐁은 파리로 옮겨서 볼테르와 다른 지식인들과 친분을 쌓았다. 그는 기하학을 확률에 적용해 '뷔퐁의 바늘 문제'를 풀려고 했을 뿐만 아니라 이에 관련된 논문을 써서 과학원에게 좋은 평가를 얻었고 수학에 대한 그의 입지를 높였다. 과학적 활동에 더 자세한 설명이 나와있지만, 뷔퐁의 바늘문제는 적분을 확률에 적용시켜 푼다. 1733년 뷔퐁은 해군성 장관 모르파가 제안한 배 제조에서의 목재에 대한 연구를 했다. 또한, 1734년 뷔퐁은 프랑스 과학원 회원이 되었다. 이 때, 스위스 수학자인 가브리엘 크레머와 친분을 나눴다. 그 후, 뷔퐁은 목재의 인장강도에 관한 실험을 오랫동안 수행했다. 자연을 관찰하는 것을 중요시 했던 뷔퐁은 인장강도 실험을 했던 사유지에 나무를 심어 숲을 만들고 그곳에서 생활하였다. 박물학에 흥미가 생긴 그는 1739년에 과학원의 기술부에서 식물부로 옮겼다. 거기서 그는 왕립식물원 원장자리를 차지하려고 애썼다. 결국 같은 해에 모르파의 도움으로 영국에서온 막강한 경쟁자나 다른 후보들을 제치고 파리 왕립식물원 원장의 자리에 올랐다. 그리고 이후 41년간 그 자리를 지켰다. 그 자리에 있는 동안, 파리 왕립식물원을 연구의 중심지 뿐만 아니라 박물관으로 만들었다. 또한, 전 세계에 있는 식물들을 심었으며, 자연사 발전에 기여했다. 그는 그 곳에서의 자원을 활용하여 동식물 들에 대한 그림을 그렸으며, 관리자나 토지 소유자, 변호사 등을 고용했다. 1771년에는 세느강 서쪽에 있는 땅까지 식물원을 확장하게 된다. 뷔퐁은 여러 분야의 사람들을 고용하여 오늘날 박물관의 수집품들을 얻는데 큰 기여를 하였다. 그 후 1753년 뷔퐁은 그의 뛰어난 글쓰기 능력으로, 그는 파리의 두 번째로 큰 아카데미인 아카데미 프랑세즈에 들어갔다.

### 말년
1752년, 뷔퐁은 부르군디주의 가난한 귀족의 딸, 20세의 마리 프랑수아즈와 결혼하였다. 그들은 딸과 아들이 있었다. 딸은 유년시절에 세상을 떠났지만, 아들, 마담 드 뷔퐁은 1764년 태어나 계속 살아남았다. 이 아들을 낳으면서 마리 프랑수아즈는 건강이 악화되어 1769년 숨을 거두었다. 그 아들의 별명은 뷔퐁넷이었다. 그는 낭비벽이 심했고 승마를 즐겼고, 지적능력도 형편 없었다. 하지만, 뷔퐁은 그 아들을 위해 장교의 직책을 돈으로 샀다. 뷔퐁은 1772년 심하게 아파서 8살 밖에 안된 그의 아들이 식물원 감독관 자리를 물려받을 수 있게 조치를 취했다. 결국, 뷔퐁은 1788년 파리에서 죽었고, 뷔퐁넷은 프랑스 혁명 후 공포정치의 희생양이 되어 1794년 단두대에서 처형당했다.

## 과학적 활동

### 목재의 인장강도에 관한 실험
뷔퐁은 오랫동안 목재의 인장강도에 관한 실험들을 진행하였다. 작은 목재와 큰 목재같의 성질들을 비교하는 실험 같은 것들을 수행 했다. 수천 개의 결함이 없는 작은 목재의 성질들을 탐구한 끝에, 작은 목재의 성질을 추론하는 것을 밝혀내고, 건축구조물을 이루는 목재에 관한 실험들을 진행했다.

### Franc-Carreau게임
Franc-Carreau는 조르주루이 르클레르 뷔퐁이 과학아카데미 이전에 1733년에 계산한 게임이다. 여기에 이 문제에 대한 1733년 아카데미에서의 회상록이 있다. 똑같은 네모난 타일이 차있는 방에서 금화 또는 은화를 던진다고 해보자. 얼마나 많은 동전들이 그 조각 중 하나에 떨어질 것인가?
타일이 정사각형이라고 가정해 보자. 정사각형 안에 그 동전의 반지름 만큼 경계에서 떨어진 곳에 선을 긋자. 항상 동전의 중심이 선을 그어서 만들어진 정사각형 안이나 경계에 떨어진다면 그 동전은 타일 한 개 위에 있을 것이고, 동전의 중심이 그 밖에 있다면, 타일 한 개 위에 떨어지지 않을 것이다. 그렇기 때문에 동전이 타일 한 개에 떨어질 확률은 두 개의 정사각형의 넓이의 차에 떨어질 확률이랑 반대이다. 동등한 게임을 위해 큰 정사각형의 넓이는 작은 것의 넓이의 두배가 되어야 한다.
동전의 지름을 1이라고 하고, 타일의 크기를 x라고 하면,
{\displaystyle x^{2}:(x-1)^{2}=2:1} 이어야 한다.
위 식을 만족하는 x가 동등한 게임을 하기 위한 조건이다.
동전이 둥글지 않고 정사각형이라면 위치에 따라 조건이 달라지므로 좀 더 어려운 문제가 될 것이다.
평행한 타일이 있는데 바늘을 던지는 문제로 바꾼다면 뷔퐁의 바늘문제로 귀결된다.

### 뷔퐁의 바늘 문제
뷔퐁의 바늘 문제는 1733년(18세기)에 자연학자이자 수학자인 조르주루이 르클레르 드 뷔퐁에 의해 처음 제안된 것으로, 바닥에 간격이 일정한 평행한 선들이 있다고 하고, 여기서 길이가 주어진 바늘을 떨어뜨렸을 때, 평행선 위에 바늘을 겹칠 확률은 어떻게 될 것인가를 묻고 있다. 이 문제에 대한 답은 기하학적인 확률문제로 적분을 이용해 얻을 수 있다. 이 문제는 1777년에 뷔퐁 자신에 의해 풀렸다. 뷔퐁의 바늘 문제는 바늘이 선들간의 간격보다 크지 않을 경우 파이값을 예측하는 몬테카를로 방법으로 응용될 수 있다.

#### 뷔퐁의 바늘 문제의 해
뷔퐁의 바늘 문제를 수학적인 문제로 바꾸어 보자.
우선 바닥의 평행선 사이의 간격을 {\displaystyle d} 이라 놓고, 바늘의 길이를 {\displaystyle l}이라 두자.(단, 바늘은 균일하다고 가정하자.) 그리고 {\displaystyle \theta }를 바닥에 평행한 선들과 바늘 사이에 이루어진 각도라고 하고, 바늘의 중심과 평행선 사이의 최소 길이를 t라고 하자. 우리는 일반성을 잃지 않고 평행선을 두 개만 놓고 생각할 수 있다. 평행선과 겹치기 위해서는 {\displaystyle t\leq {\frac {l\sin \theta }{2}}} 여야 한다. 편하게 계산하기 위해서 {\displaystyle x={\frac {l}{d}}} 이라 놓을 수 있다. 그리고 P(x)는 x에 대한 평행선 위에 바늘을 발견할 확률이라 정의하자. 이제 경우를 나누어서 생각해보자.
첫 번째 경우,
x < 1 일 때,
{\displaystyle 0\leq t\leq {\frac {d}{2}}},
{\displaystyle 0\leq \theta \leq {\frac {\pi }{2}}}
이고,
{\displaystyle \theta }가 달라짐에 따라 평행선과 겹칠 t의 조건은
{\displaystyle t\leq {\frac {l\sin \theta }{2}}}이다.
{\displaystyle t,\theta } 그래프 위에 나타내 보면, 전체 면적은
{\displaystyle {\frac {d\pi }{4}}}
한편,
{\displaystyle P(x)={\frac {4}{d\pi }}\int _{0}^{\frac {\pi }{2}}\,{\frac {l\sin \theta }{2}}d\theta }
{\displaystyle ={\frac {2l}{\pi d}}={\frac {2x}{\pi }}}
두 번째 경우
x = 1 일 때
{\displaystyle P(1)={\frac {2}{\pi }}}
세 번째 경우
x>1 일 때
{\displaystyle P(x)={\frac {2}{\pi }}(x-{\sqrt {x^{2}-1}}+\operatorname {arcsec}(x))}

#### π{\displaystyle \pi }값 예측하기
뷔퐁의 바늘 문제의 원래 목적은 {\displaystyle \pi }값을 예측하는 데에 있다. 위의 수학적 증명에서 보았듯 바늘을 무수히 많이 던져서 평행선에 놓는 횟수를 구한다면 이론적인 값에 근사할 수 있다.
바늘의 길이와 평행선 사이의 길이가 똑같을 때만 해보자.
위의 경우에서 x=1이므로 이론적으로 바늘이 평행선에 닿을 확률은 {\displaystyle {\frac {2}{\pi }}}이다.
n을 바늘이 평행선 중 하나에 겹치는 횟수라 하고
N을 바늘을 던진 총 횟수라 하자.
{\displaystyle P_{t}}는 이론적인 확률
{\displaystyle {\frac {2}{\pi }}=P_{t}\approx {\frac {n}{N}}}
결국
{\displaystyle \pi ={\frac {2}{P_{t}}}\approx {\frac {2N}{n}}}이 된다.

#### 뷔퐁의 바늘문제가 이용되는 예
뷔퐁의 바늘 문제의 응용은 자연에서도 찾아볼 수 있다.
Bath University의 Centre for Mathematical Biology에서, 개미 집단에 대한 최근의 연구에서 뷔퐁의 바늘 문제가 사용된 경우를 찾았다. 연구원들은 개미들이 개미둑의 크기를 알아보려 할 때, 둑을 두 번 오르내리면서 두 번째 경로가 첫 번째 경로와 얼마나 겹치는지를 세어 그 크기를 추정한다는 사실을 알아냈다고 밝혔다.
일반적으로 개미들은 보통 50에서 100마리 정도로 무리를 이룬다. 이러한 개미 집단이 선호하는 개미집의 크기는 주로 그들 집단의 규모에 의해 결정된다. 개미들은 원래 살고 있던 개미집이 파괴되면 그들의 새 집이 될 수 있는 곳을 알아보러 떠난 '스카우트 개미'가 알맞은 장소를 찾아 돌아올 때까지 지낼 적당한 공간을 찾아야 한다. 개미가 그들 집단의 크기를 고려한 특정한 크기의 집을 선호한다는 관찰로부터, 연구원들은 이 스카우트 개미들이 넓이를 측정하는 방법을 알고 있어야 한다는 결론을 얻어낼 수 있었다.
스카우트 개미들의 수색은 집이 될 수 있을 만한 둑을 둘러다니면서 탐사해 경로를 남기는 것에서부터 시작한다. 그런 다음 개미는 다시 돌아와 첫 번째 경로와 반복해서 교차하는 새로운 경로를 따라 둑을 걷는다. 첫 번째 경로를 걸을 때 개미들은 자신 스스로 나중에 두 번째 경로를 걸을 때 이 첫 번째 경로와 겹칠 때마다 그 사실을 알 수 있도록 해 주는 화학 물질을 분배한다. 연구원들은 이 스카우트 개미가 경로가 겹치는 횟수를 계산하고 이로부터 집의 넓이를 추정해 낼 수 있다고 생각한다.
개미들은 둑의 크기를 꽤 직관적으로 측정할 수 있다: 만약 두 번째 경로가 계속해서 첫 번째 경로와 교차했다면, 넓이는 작을 것이다. 반대로 그들이 두 번째로 둑을 가로지를 때 교차하는 부분이 적었다면 그 만큼 더 넓을 것이다. 이렇게 대강 둑이 크다 작다라는 사실을 쉽게 알 수 있지만 사실 스카우트 개미는 뷔퐁의 바늘 문제의 변수를 사용한다. 개미들이 측정한 넓이는 무작위로 평면 위에 흩어진 선들이 서로 교차된 횟수에 반비례한다는 사실을 이용한 것이다. 이는 뷔퐁 문제에서도 찾아볼 수 있다. 뷔퐁 문제에서 두 선 사이의 거리가 더 멀다면 그 만큼 교차할 확률이 적어진다. 즉, 선들 사이의 거리가 바늘의 길이보다 길어지면, 아무리 큰 각이 생기더라도 항상 교차할 수 없을 수도 있다. 다시 말해 개미들의 아이디어는 평행한 선들의 간격을 넓혔을 때, 흩어진 선들 사이의 면적이 증가하는지 아닌지에 대한 것을 연구한 뷔퐁 문제와 관련이 있다.
바로 이러한 방법으로 개미들은 그들의 새로운 집이 될 둑의 크기를 뷔퐁의 바늘 문제를 이용해 측정할 수 있는 것이다.

### 진화론
뷔퐁은 생명이 어떻게 자연적으로 발생하는가에 대한 근거를 찾다가 1748년 존 니덤의 현미경을 이용한 동식물의 자연생식을 관찰함을 통해 종 이론이 자신의 확고한 이론이 되었다.

#### 진화론에 대한 전반적인 기여
뷔퐁은 식량의 공급보다 생물이 좀 더 빨리 증가하여 동물들은 생존을 위해 경쟁을 한다고 하였다. 그는 단일 종 사이에 형이 다른 변종이 있고, 일부 동물들은 멸종했거나, 어떤 동물들은 일종의 진화적 변화를 겪어 왔을 수도 있다는 생각을 제시하였다. 또한, 그는 아주 상이한 동물 사이의 구조적 유사성에 대해 관심을 가지고 관찰한 끝에 진화 생물학에서 과거 화석간의 관련성이 있음을 발견하였다. 그리고 그는 진화 문제의 해결에 실험적 접근의 중요성을 인식하였다.

#### 뷔퐁의 진화론

##### 고대생물의 뼈 화석에 대한 해석
19세기 말, 고대 생물의 뼈 화석(맘모스,공룡)의 무게는 점점 더 무거워 지고 있었다. 뷔퐁은 이 현상을 설명하기 위해서 생명의 창조에 개입한 것은 열이고, 지구가 과거에 더 따뜻했기 때문에 생물의 창조가 더 쉬웠다고 주장했다.

##### 동식물의 지리적 분포를 통하여
어떤 섬에서 제한된 동식물 상이 존재하며 섬에 따라 서로 다른 종이 존재한다. 이 사실은 우연히 일정한 섬에 종이 퍼졌고 그곳에서 격리되어 진화 과정을 밟았다는 가정으로 설명이 가능하다. 하지만, 이 점에서 뷔퐁은 지역에 따른 종의 고르지 못한 분포에 주목했다. 종의 고르지 못한 분포란 말은 어떤 종은 특정 지역에 집중되어 있다는 것을 의미한다. 뷔퐁은 지역에 따라 유사하지만 다른 종의 분포도 발견했었음에도 불구하고 이를 해석하여 하나님이 한 곳에서 종을 창조한 것이 아니라 몇 개의 창조 장소가 있으며 그 장소에서 환경에 따라 종에 변이가 나타났다고 주장했다.

###### 비교지질학

뷔퐁의 비교지질학

뷔퐁은 최초로 환경이 비슷한 다른 지역에서도 서로 다른 개체들의 집단이 존재한다는 것을 인식하였다. 그리고 이 내용은 뷔퐁의 법칙이라 불린다.그는 북아메리카에 사는 많은 포유류들을 유라시아 대륙에서도 발견하였고, 그는 그들이 현재보다 기후가 따뜻했었던 알래스카를 넘어 서식지를 옮겼을것이라고 지적하였다. 또한 뷔퐁은 남아메리카와 아프리카가 비슷한 열대 환경을 가지고 있음에도 불구하고 남아메리카에 사는 대부분의 포유류들이 아프리카의 포유류와 많이 다르다는 것을 발견하였다. 모든 생물들은 고세계로부터 창조되었다는 것을 받아들이고, 그는 서로 다른 대지가 인접해있을 때 포유류들은 살기에 적합한 지역을 찾아 이동을 한다고 주장하였다. 그리고 시간이 지나면 바다가 두 대지와 서로 다른 동물군들을 분리한다.(다른 차이점들은 기후의 영향을 받았기 때문이라고 뷔퐁은 생각하였다.) 뷔퐁은 또한 생명의 역사를 재구조시키기 위해 화석을 이용하였다.

##### 비교 해부학적 증거를 통하여

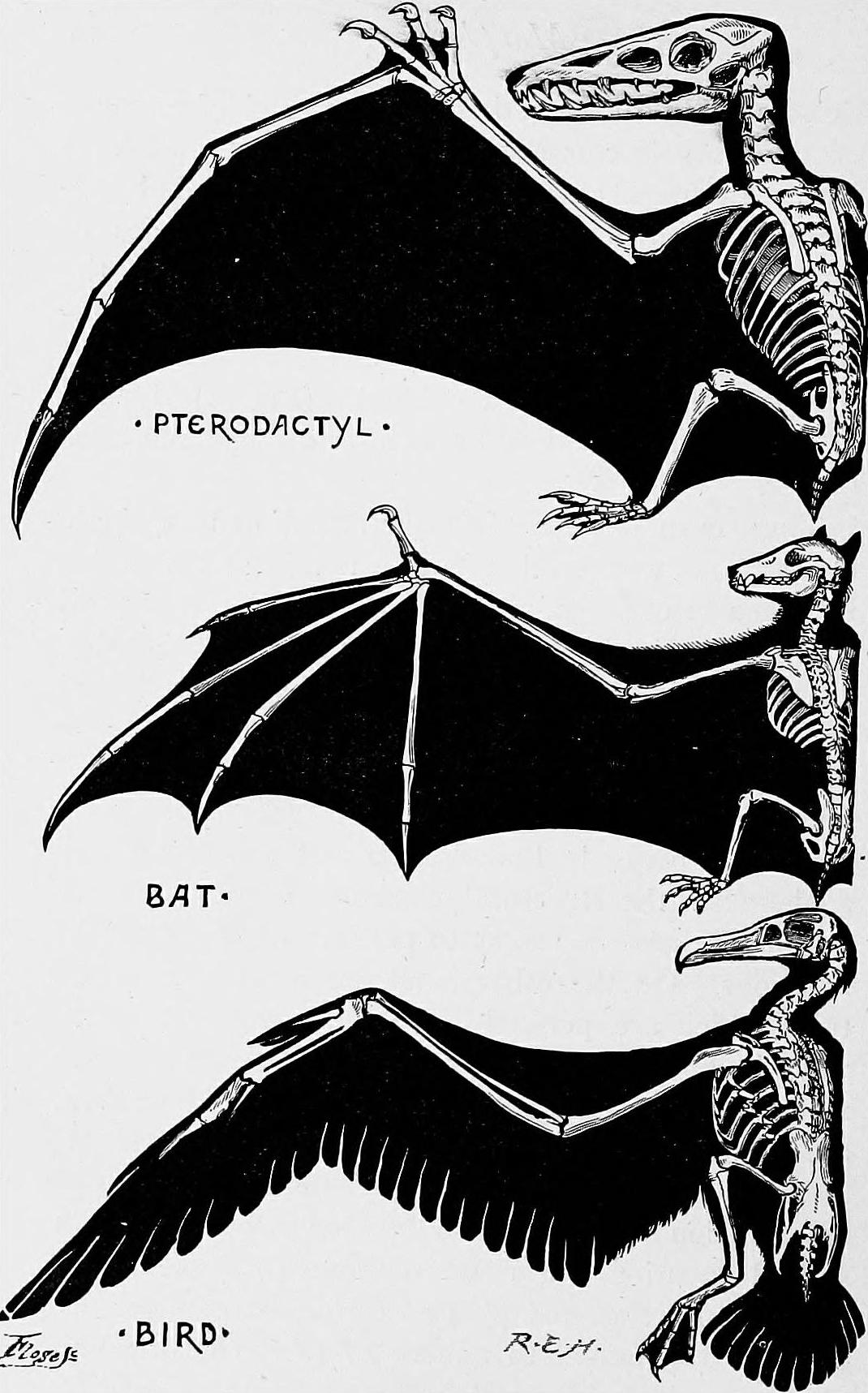
상동기관

진화의 연구에서는 비교 해부학적 증거가 중요하다. 척추동물 사이에는 서로 전혀 다른 생활을 하는 것들 끼리 공통적인 특징이 있다. 인간의 손팔, 새의 날개, 고래 지느러미 같은 것들은 해부학적으로 비슷한 모양을 하고 있지만, 다른 역할을 하도록 특화 되어 있다. 이런 기관들을 상동기관이라 한다. 뷔퐁은 개의 다리 뼈와 물개의 지느러미 모양의 발의 뼈 같은 상동기관을 제시하였다. 이것을 제시함으로써 그는 동물 중에서 서로 상관된 것이 같은 조상에서 유래했음을 주장했다. 또한, 진화의 결론은 흔적 기관(어떤 종에서는 불필요하게 되었으나 다른 종에서는 아직 사용되는 것, 인체 표면의 털, 뱀에 남아 있는 불필요한 사지의 잔존물)의 존재를 증거로 내세울 때 힘을 얻는다. 여기서 그는 돼지 발가락과 같은 흔적기관을 제시하였다. 이는 지적인 창조주가 생물체들을 개별적으로 설계했다는 주장을 반박하게 된다. 그는 돼지가 독창적이고 특별하고 완벽한 계획으로 형성된 모습으로 창조되지 않았다고 주장했다. 돼지에게는 확실하게 쓸모없는 부분들 즉, 어떤 식으로도 활용할 수가 없는 부분들이 있다는 사실을 기반으로 자연은 피조물을 창조할 때 궁극적인 목적이라는 것이 딱히 정해지지 않았다는 사실을 주장했다. 한편, 다윈의 진화론은 목적도 방향도 없는 길이라는 점에서 특징적이라면, 뷔퐁의 진화론이 진화가 하나님이 창조한 완전한 것에서부터 퇴화되는 과정을 밟았다고 주장한 점이 특징적이다. 예를 들어, 그는 인간과 원숭이의 공통점을 알았으나 원숭이에서 인간이 된 것이 아니라 원숭이는 아담의 퇴화한 후손이라고 본것이다. 그는 유색 인종을 백색 인종에 비해 열등하다고 한 점에서 편견이 있었다. 이러한 뷔퐁의 견해는 1753년에 출간한 자연사 4권에서도 볼 수 있다.
우리가 일단 식물과 동물의 가족들이 있다는 것을 인정한다면 당나귀가 말 가족의 일원일 수 있다. 하나가 다른 하나와 공동조상에서 퇴보되어 다르게 되었을 뿐이라면, 원숭이는 인간의 가족으로 퇴보한 사람일 뿐이다. 따라서 당나귀와 말이 그렇듯이 원숭이와 사람에게도 공동 조상이 있다는 것을 받아들일 여지는 충분할 것이다. 그렇다면 동물이든 식물이든 모든 가족은 단일한 선조로부터 태어났음이 분명할 텐데, 단일한 선조는 세대를 거듭한 후에 어떤 경우에는 높은 자손이 되었고, 다른 경우에는 낮은 자손이 되었다.

#### 한계
뷔퐁은 다윈이 진화론에 포함시킨 거의 모든 중요한 요소를 얻어냈다. 그러나 이 모든 것을 확고하고 엄밀하게 정리하지 않고 산만한 양식으로 기술했다. 또한, 다윈이 제시한 진화의 증거, 진화의 메커니즘, 그리고 진화의 경로와 같은 구체성에는 도달하지 못했다. 뿐만 아니라 진화론을 함에 있어 그는 많은 오류를 범했다. 진화를 말할 때 가장 중요한 것은 진화의 증거이다. 이 증거는 고생물학, 발생학, 지리학적 분포, 비교 해부학 등에서 나온다. 진화 연구 방법으로 보았을 때, 고생물학에서 중요한 것은 화석(화석은 멸종된 또는 오래전에 살았던 동식물에 대한 직접적인 증거이며, 화석을 통해 원시형과 현대형과의 연결 고리를 알아낼 수 있다)에 관한 내용임에도 불구하고, 뷔퐁은서로 다른 종류의 화석이 다른 기간에 나타난다는 것을 알기는 했지만, 당시 화석에 큰 의미를 찾지 못했다. 또한, 뷔퐁은 발생학적 증거의 중요성을 알지 못했다

#### 뷔퐁 이후 진화론

##### 퀴비에

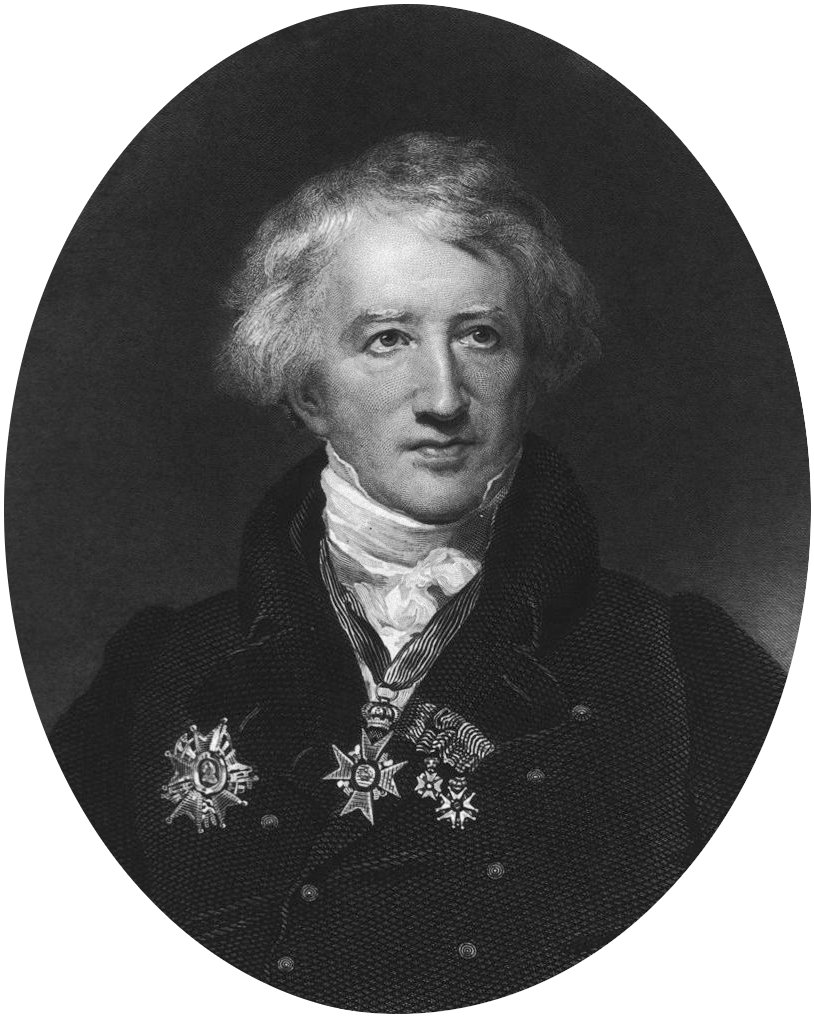
조르주 퀴비에

프랑스가 혁명 이후 공화국이 되었을 때 퀴비에는 시골에 살면서 박물학에 관심을 가질 수 있었다. 그는 수백 가지의 종을 규명하는 기술하는 데에 린네의 방식을 뒤따랐다. 후에 퀴비에는 비교해부학 교수의 조교로 자연사 박물관 직원이 되었고, [비교해부학 강의]를 출판했다. 그는 이 책을 통해 동물의 서로 다른 부위들이 함께 맞물려 작동하는 방식에 대해 주장하였다. 이는 화석의 잔해를 설명하고 분류하려는 데 높은 가치를 지닌다. 그는 비교연구를 통해 동물들은 한 개의 집단이 아니라 크게 4개의 집단으로 나뉘어야 한다는 것을 주장하였다. 또한, 화석 잔해물 연구를 하면서 멸정한 종들을 재구성했고, 고생물학을 만들어냈다. 서로 다른 지층에서 발견된 화석의 형태를 비교해 지질학적,연대기적으로 나열하는 과정을 통해 많은 종들이 멸종되어 있다는 사실을 주장하였으며, 노아의 홍수 같은 대 격변이 몇 번씩이나 일어났다고 주장했다. 하지만 고정된 종에 대한 그의 생각은 프랑스의 진화 연구를 후퇴시켰다.

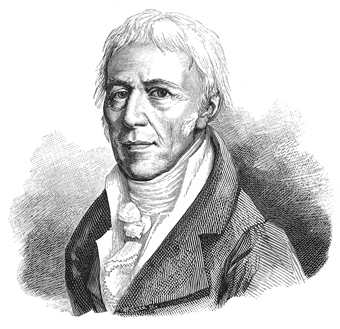
장 밥티스트 라마르크

##### 라마르크
라마르크는 뷔퐁의 애제자로 파리의 자연사박물관에 일했다. 그는 평생 동안 개체가 형질을 획득하고, 그것이 다음 세대로 전달 가능하다는 생각으로 진화의 방식에 대한 모델을 개발했다. 퀴비에와는 달리 라마르크는 멸종이 되는 종은 없고 다른 형태로 발전되었을 뿐임을 주장했다. 예를 들어 기린이 나무의 가장 높은 곳에 있는 나뭇잎을 따먹기 위해 목을 늘림으로써 평생에 걸쳐 점점 더 길어지게 되었고, 그 기린이 자손을 낳으면, 그 자손들은 부모들이 나뭇잎을 따 먹으려고 시도하지 않았을 때보다 더 긴 목을 가지고 태어난다고 주장하였다.

### 지질학

#### 지구의 나이
뷔퐁은 지구가 태양과 혜성과의 충돌 결과로 태양에서 떨어져 나왔다고 생각했다. 이 추론을 통해 지구는 태초에 용융상태였으며 생명이 탄생할 수 있을 때까지 지구가 냉각해 왔다고 주장했다. 이 가설을 통해 그는 냉각에 걸리는 시간이 기존의 신학자들이 추론했던 창조로부터 시간이 6000년 보다 훨씬 길어야 한다고 주장했다.
아이작 뉴턴은 그가 1687년에 출판한 <프린키피아>에서 지구와 똑같은 크기의 쇳덩이를 뜨겁게 달구면 많은 시간(6천 년)이 지나도 거의 식지 않았을 것이고, 아마 5만 년 이상이 흐른 뒤에도 마찬가지일 것이라 주장하였고 열의 지속기간이 지름에 비해 크지 않을 거라는 예측을 내놓았다. 여기서 힌트를 얻은 뷔퐁은 크기가 다른 철구슬을 빨갛게 달아오를 때까지 가열한 후 손이 데지 안을 정도까지 식는 데 걸리는 시간을 측정하는 실험을 고안했다. 그런 후 그는 지구와 크기가 비슷한 공이 식는 데 걸리는 시간을 외삽으로 얻어냈다. 그는 지구의 나이가 최소한 7만 5천 년은 되어야 한다는 계산 결과를 얻어 냈다. 비록 그 과정은 부정확했지만, 성경 구절에 구애받지 않고 실제 측정치를 외삽하여 지구의 나이를 측정해 성경학자들이 추정한 나이보다 열 배는 더 많은 결과를 얻었던, 즉 열 배는 더 정확했던 매우 과학적인 시도였다(현재 최고 측정치는 45억 년).

#### 뷔퐁 후 지구의 나이에 대한 생각들(푸리에의 해석)

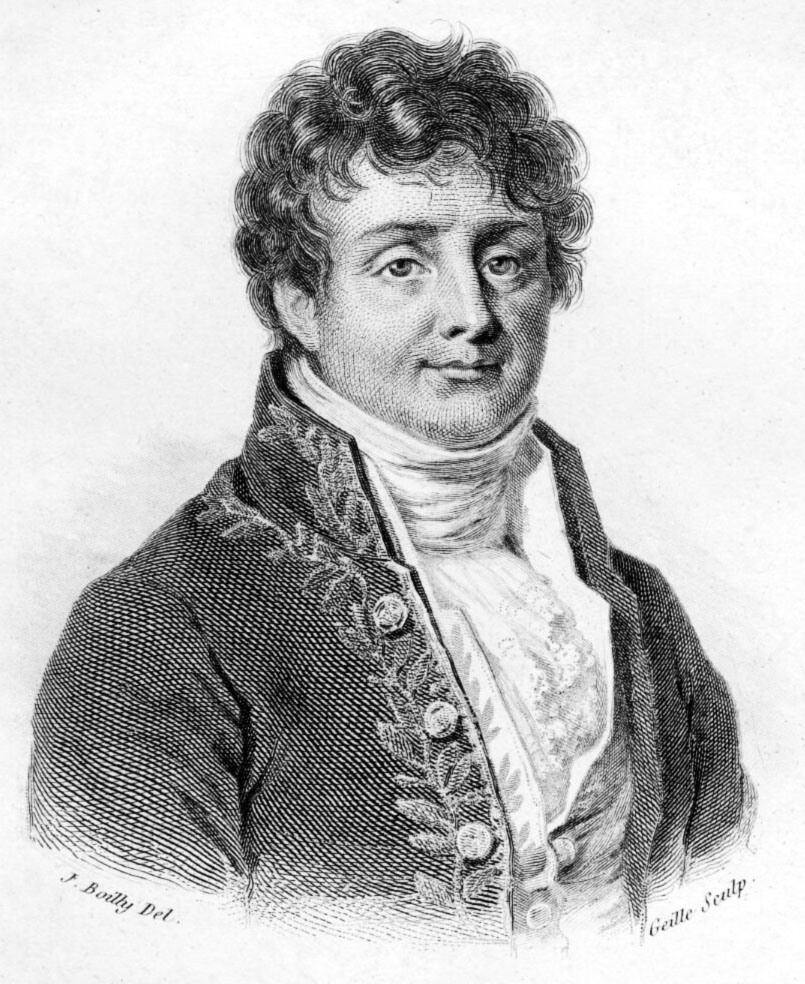
장 바티스트 조제프 푸리에

'열 흐름'을 서술할 수 있는 수식을 개발한 푸리에는 뷔퐁보다 더 나아갈 수 있었다. 그는 이런 수식들을 사용해 지구가 식는 데 걸리는 시간을 계산해 냈고, 뷔퐁이 지나쳤던 요소를 지적했다. 뷔퐁은 지구의 단단한 껍질은 그 속의 융해된 물질들을 둘러싸고 있어 단열작용을 하는 담요처럼 열의 흐름을 가로막아 지구의 표면은 식었지만 그 속은 녹아있는 상태라는 사실을 간과했다. 그는 1820년 지구의 나이를 계산할 수 있는 수식을 적어두었지만 그 종이를 없앴다. 푸리에의 수식에 따라 계산하면 지구의 나이는 1억년이 된다. 뷔퐁의 측정치보다 1천배나 길지만, 현대의 측정치보다 50배 짧다.

#### 과학철학사적 의의
뷔퐁의 지구 나이 측정 실험은 성경 구절과는 상관없이 실제 측정치를 가정하여 지구의 나이를 측정하는 매우 과학적인 시도임은 틀림없다. 현재 측정치인 45억년에 미치지 못한 결과였지만, 성경에서 추정한 값의 10배나 되는 값이었다. 이는 이후 18세기 후반으로 넘어가 신학과 과학의 직접적인 갈등으로 이어지게 되었다. 그러나 전제가 잘못된 가정에서 출발한 가설적 선언으로 태양과 혜성의 충돌로부터 지구가 탄생했다는 어떤 근거도 없다.

## 저서

### 박물지

#### 박물지를 쓰게 된 계기
뷔퐁은 1739년 32세 때 해군성 장관 J.F. P. 드 모르파의 후원으로 왕립식물원과 그에 속한 박물관의 관장이 되었다. 모르파는 과학의 중요성을 인식하고 목재에 대한 뷔퐁의 지식을 프랑스 정부의 선박 건조계획에 이용하려 했다. 그는 뷔퐁에게 왕립식물원의 식물 목록을 작성하도록 지시했다. 그런데 뷔퐁은 그 일을 중대하게 생각하지 않은 나머지 보자관 루이 장마리 도베통에게 목록 작성을 맡겼다.(도벵통은 몽바르 출신의 의사, 식물학자이었으며, 뷔퐁의 일가이다.) 그 대신, 그는 과학 세계를 지질학, 자연사, 인류학으로 나누었고, 야망이 컸던 그는 이것을 자연 전체에 대한 설명을 도모하는 일로 바꾸었다. 결국, 이는 위대한 저술인 〈박물지 Histoire naturelle, générale et particulière>로 결실을 맺었다. 그리고 L.G.M 도베통, 몽벨리야르, 가브리엘, 벡손과 여러 예술가들의 후원 역시 박물지를 출판하는 과정에 큰 영향을 미쳤다.

#### 박물지의 내용
박물지는 총 50권으로 출판할 계획이었으나, 그 당시 출판된 건 44권이었다. 1749년 뷔퐁은 1차로 3권을 출판하였다. 이 부분에서 그는 지구의 역사부터 인간을 포함한 동물의 자연사까지 방대한 주제를 다루었다. 한편, 그가 첫 15권(1749~67)을 만들 때에는 몇 명의 공동연구자들과 함께 일을 하였다. 다음에 출판된 7권(1774~89)은 첫 15권의 보유편으로, 이 가운데 가장 유명한 것이 <자연의 신기원 Époques de la nature> (제 5권, 1778)이다. 그 다음으로 출판된 9권(1770~83)은 조류에 관해 내용을 다루었고([조류 자연사]), 5권(1783~88)은 광물에 관한 것들들 포함하고 있다. 마지막 8권은 그가 죽은 이후에 초판을 마무리 지은 것으로서 파충류·어류·고래류를 다루고 있다. 박물지는 원래 자연에 존재하는 3개의 계를 설명하고자 하였으나, 결국 계 전체를 광물계와 동물계로 나누었다. 전체적으로 그는 동물에 대한 기술의 단조로움을 피하기 위해 자연에 관한 철학적 논의, 동물의 퇴화, 조류의 특성, 그 밖의 여러 주제에 관한 내용들을 삽입하였다. 뉴턴과 달리 뷔퐁은 모든 것은 자연적인 현상을 통해 발전하였다고 믿었다. 그는 뉴턴의 프린키피아를 강력히 지지하였지만 행성과 그들의 운동이 신의 간섭의 결과라는 생각을 부정하였다. 태양과 혜성의 충돌을 포함하여 행성들의 생성되는 방법을 제시하였다. 비록 현재 사람들은 그런 모델이 틀렸다는 것을 알지만, 역학의 법칙을 따르는 모델을 제시하였다. 게다가 그가 지리와 지구의 구조를 바라보는 관점은 자연현상에 기반하였다. 그는 다음과 같이 말했다.
In order to judge what has happened, or even what will happen, one need only examine what is happening. ... Events which occur every day, movements which succeed each other and repeat themselves without interruption, constant and constantly reiterated operations, these are our causes and our reasons.
비슷하게 뷔퐁은 생명은 지구에서 수용성의 물질들의 가열로 생긴 유기물질들의 등장으로 탄생되었다고 논하였다. 그는 잘못된 생식의 개념을 사용하였으나, 그 개념 역시 과학적인 방법에 기반하고 있었다. 그는 동물세계를 분류하면서 종의 개념은 받아들였으나 집단(과)는 존재하지 않는다고 하였다. 하지만 나중에 그는 과의 개념을 받아들였으나 속이라는 용어를 사용하는 것을 선호하였다. 그리고 뷔퐁은 인간 역시 동물의 한 종에 속한다고 주장하였다.(이는 린네의 분류 방식과 대조되고, 그렇기에 뷔퐁은 린네과 갈등을 일으켰다.) 박물지의 첫 부분에서 뷔퐁은 수학의 유용성에 대해 의문을 제기하고, 앞에 적혀있듯이자연학에 대한 카를 린네의 분류학적인 접근을 비판하였다. 그리고 지구의 역사를 성경의 내용과는 거의 관계없이 설명한데다 신에 의해 인간들의 생각이 몸 속에 배치되었다는 선재설(theory of pre-existence)를 거스르는 생식(번식)의 개념을 만들어내었다. 그래서 일찍 출판된 박물지들은 소르본 대학의 신학자들에게 많은 비판을 받았음에도 불구하고, 뷔퐁은 계속 박물지를 출판하였다. 동물계에 대한 내용을 다루는 박물지에서 뷔퐁은 두 지역이 같은 환경을 가지고 있을지라도 서로 다른 종들이 거주하고 있다는 뷔퐁의 법칙을 언급하였다. (이것은 생물지리학에서 맨 처음으로 제기된 이론이다.) 그리고 뷔퐁은 창조의 중심에서 분산될수록 종들은 퇴화되기도 하고 진화되기도 한다고 주장하였다. 14권에서는 모든 네발짐승들은 초기에 존재하였던 38쌍의 네발짐승들로부터 발달하였다는 의견을 드러내었다. 이런 점들에서 뷔퐁은 가끔 진화학자 또는 다윈의 선도자라고 불린다. 그런데 뷔퐁은 인간과 유인원의 유사점을 인정하였으나. 인간과 유인원이 공통 조상을 가진다는 것에 대해서 완전히 반대하였다. 이것 때문에 그는 원숭이와 인간은 아주 가까운 조상·후손 관계를 가지고 있다고 주장하는 제임스 브루넷과 논쟁을 벌였다.

#### 박물지의 영향과 그에 대한 평가
뷔퐁은 이 책의 대상을 과학원 동료 연구원이 아닌 자연철학이 관심있는 대중으로 삼았다. 삽화를 많이 넣고, 화려하고 현란한 문체로 쓴 박물지는 많은 성공을 거두었다. 초판 발행 6주만에 다 팔렸을 뿐 아니라, 18세기에 가장 많이 읽힌 책이 되었다. 뷔퐁의 책이 대중에게 널리 알려지면서 전문 전시관과 진열실이 생겼다. 뷔퐁의 책은 박물학 분야에 대중에 대한 관심을 끌었다. 뿐만 아니라 대중에게 박물학이라는 새로운 전문 직업의 길을 열어주었으며, '박물학의 대중화'를 일으켰다. 그 책에 담긴 여러 가지 급진적인 사상이 있었다. 그는 인간을 다른 동물과 같은 동물로 분류하고 인간과 유인원의 '유사점'을 기술했다. 또한 '생명체의 소립자'를 통해 생명체가 변화하는 방법을 기술했다. 하지만, 성경을 부정하면서 인류의 가치관과 윤리를 더럽히는 책이라는 명목으로 위험에 처했다. 그는 리의 신학 교수단에게 책 내용을 수정하라는 편지도 받았다.

#### 박물지가 가지는 의의
모든 인간 지식에 대한 백과사전식인 논문 '박물지’의 첫 부분은 1749년에 나왔지만, 매일 작업을 해야 하는 바쁜 일정 때문에 전체 50권은 1804년에야 완성이 되었다. 이렇게 뷔퐁 같은 과학자들이 분류학 분야에서 노력을 기울이자 다른 과학자들은 거기에서 영감을 받아 종들의 구조적 유사성과 차이를 비교하는 것을 자신들의 책임의 일부라고 생각하게 되었다. 예를 들어 척추동물은 어째서 그렇게 많은 해부학적 특징을 공유하는가? 또는 개구리의 심장은 어째서 인간의 심장의 기능과 똑같은가? 과학자들은 또 왜 새의 날개뼈가 도마뱀의 발과 비슷해 보이고 또 기능마저 비슷한지, 어째서 원숭이의 안팎이 모두 인간과 닮았는지 의문을 품기 시작하였다. 이 마지막 질문은 뷔퐁이 쓴 엄청난 양의 글 속에도 들어가 있다. 그는 유기체가 시간이 지나면서 변하며, 그 유기체가 살았던 장소와 시간이 독특한 특징을 만들어낸다고 생각하였다. 다시 말하자면, 뷔퐁이 박물지를 저술함으로써 과학자들에게 분류학에 대한 연구를 진행해야 한다는 사명감을 느끼게 하고, 본격적인 분류학의 발전에 큰 영향을 미쳤다는 점이다.

#### 자연의 신기원
자연의 신기원은 ‘박물지’제 5권으로 출판된 박물지들 중에서 가장 유명한 책이다. 자연의 신기원에서 뷔퐁은 태양계의 유래에 대해 논의하고, 행성들은 혜성과 태양의 충돌로 인해 생성되었다고 추측하였다. 또한 그는 지구는 기원전 4004년보다 훨씬 일찍 만들어졌다고 주장하였다. 그리고 그는 〈자연의 신기원〉에서 지질학사를 시기별로 재구성했으며, 멸종된 종(種)에 대한 그의 개념은 고생물학 발전의 터전을 마련하였다. 그가 몽바르 폰테넷에서 실험한 철이 식는 속도에 기반하여 계산한 결과, 그는 지구의 나이가 75000년이라는 결과를 얻어내었다. 자연의 신기원에서 역시 뷔퐁의 아이디어들이 소르본 대학에게 맹렬한 비난을 받았다.

#### 수록
자연사
식물
어류
사족수

## 평가

### 일화
유복한 가정에서 태어난 뷔퐁은 젊었을 때까지만 해도 보통의 학습 능력을 갖춘 범인이었다. 모든 것을 이해하거나 한 번 얻은 지식을 생각해내는 데 오랜 시간이 걸렸고 성격도 게을렀다. 그러나 그는 호화로운 생활에 빠져들지 않고 쾌락의 유혹에서 빨리 벗어나 학문에 전력을 다했다. 그는 시간을 귀중한 재산이라 생각했는데, 이에 따라 생겨난 일화가 있다.
시간을 한정된 소중한 자산이라고 생각했지만 사실 뷔퐁은 아침에 일찍 일어나지 못해 소중한 시간을 낭비하기 일쑤였다. 그는 이러한 나쁜 습관을 없애고 아침 일찍 일어나기 위해 무던히 노력했지만 좀처럼 아침에 눈이 떠지지 않았다. 그래서 하인 조제프(Joseph)에게 도움을 청해 아침 6시 전에 깨워주면 그 때마다 크라운 은화를 하나씩 상으로 주기로 약속했다. 이러한 노력도 처음엔 소용없었다. 조제프가 깨워도 조금만 더 자게 내버려두라고 하거나 단잠을 방해했다고 화를 내면서 잘 일어나지 않았다. 그러면서도 잠에서 깬 다음엔 약속 시간에 깨워주지 않은 것에 대해 화를 내곤 했다. 이러한 주인의 태도에 화가 난 조제프는 어떻게든 은화를 얻겠다고 마음먹었다. 그리곤 아무리 주인이 우는 소리를 하고, 해고하겠다는 협박을 해도 억지로 정각에 주인을 깨운 뒤 침대에서 끌어내다시피 했다. 어느 날 아침에 뷔퐁이 평소와는 달리 떼를 쓰면서 애를 먹이자 화가 치민 조제프는 대야에 차가운 물을 떠다 잠옷을 입고 있는 뷔퐁의 등에 부었다. 그 효과는 즉각 드러났다. 결국 이와 같은 노력으로 뷔퐁은 간신히 늦잠 자는 습관을 극복할 수 있었다. 그 후 40년에 걸쳐 뷔퐁은 아침 9시부터 오후 2시까지 공부하고, 저녁에 다시 5시부터 9시까지 책상에 앉아 연구하는 생활을 계속했다. 매일 시간을 정해 학문에 열중하는 사이 이것이 습관이 되어 몸에 밴 것이다. 그의 상당한 연구 업적도 이러한 튼튼한 기반이 있었기에 가능했던 것이다.

### 뷔퐁의 글쓰기 능력
뷔퐁의 글쓰기 능력은 매우 뛰어났다. 이 능력은 그가 1753년 아카데미 프랑세즈에 들어가는데, 도움이 되었을 뿐만 아니라, 그가 저술한 박물지도 다른 누구나 쉽게 접할 수 있게 되 있었다. 그가 쓴 글들은 문학적으로 세련되었을 뿐만 아니라 다른 사람들도 쉽게 받아들일 수 있었다. 그만큼 그의 글쓰기 능력은 뛰어났지만, 해가 되기도 했다. 후에 프랑스의 수학자 장 르 롱 달랑베르는 그를 "뛰어난 아첨꾼"으로 불렀다.

### 뷔퐁에 대한 평가
뷔퐁을 한마디로 요약하자면 전통을 지키는 마지막 세대라고 할 수 있다. 뷔퐁은 생식기관을 기준으로 한 린네의 분류 체계를 거부하고 하나의 특징을 잣대로 삼는 것은 인위적인 방법이라고 비웃었다. 그는 자연철학자가 할 일은 자연을 설명하는 것이지 질서를 세우는 것이 아니라고 판단했다. 또한, 새로운 과학 기술 역시 거부했다. 막강한 권세와 오만한 뷔퐁이 다른 신진 과학자들의 앞길을 막자, 뷔퐁이 죽은 뒤 박물학을 문학적이고 사적인 취미 활동으로 끌어내리려는 움직임이 보였다. 특히 18세기 말은 전통의 굴레에서 벗어나 다양한 의견을 자유롭게 표출하는 분위기가 성행하는 시대였기 때문에 뷔퐁을 전통을 지키는 마지막 세대라고 할 수 있는 것이다.

## 같이 보기
- 뷔퐁의 바늘
- 채택기각법
- 과학 혁명

## 참고 자료
- 존 그리빈, <사람이 알아야 할 모든것, 과학>,
- http://mathworld.wolfram.com/BuffonsNeedleProblem.html
- 데이비드 엘리엇 브로디&아놀드 R.브로디 박사 이충호 옮김 <내가 듣고 싶은 과학교실>
- 쑨자오룬 심지언 옮김 <지도로 보는 세계 과학사>
- 존 량곤,브루스 스터츠,앤드레아 지아노폴루스 지음 내셔널 지오그래픽의 과학, 우주에서 마음까지
- 로버트 헉슬리 엮음, 곽명단 옮김, <위대한 박물학자>
- 세드릭 그리무 지음, 이병훈-이수지 옮김, <진화론 300년 탐험>
- 강건일 지음, <생물학과 생물학자 이야기2>
- 새뮤얼 스마일스 지음, 최홍규 옮김, <너 자신을 경영하라>
- http://www.buffon.cnrs.fr/ 보관됨 2011-03-19 - 웨이백 머신
- http://mathforum.org/mathimages/index.php/Buffon's_Needle
- http://mste.illinois.edu/reese/buffon/buffon.html
- http://quod.lib.umich.edu/d/did/did2222.0001.116?rgn=main;view=fulltext
- http://books.google.co.kr/books?id=MecTAAAAYAAJ&pg=RA5-PA23&lpg=RA5-PA23&dq=baboin+buffon&source=web&ots=HTCjq_7gqU&sig=VpTvty8nNjO57RD_3YZw5wrxJV4&hl=fr&sa=X&oi=book_result&ct=result&redir_esc=y#v=onepage&q=baboin%20buffon&f=false
- 이 문서에는 다음커뮤니케이션(현 카카오)에서 GFDL 또는 CC-SA 라이선스로 배포한 글로벌 세계대백과사전의 내용을 기초로 작성된 글이 포함되어 있습니다.